# Словашки Рудни планини
Словашките Рудни планини (на словашки: Slovenske Rudohorie) е дълга над 140 km среднопланинска верига в Западните Карпати, разположена в централната и източната част на Словакия. Простират се от долината на река Вах (ляв приток на Дунав) при градовете Банска Бистрица и Зволен на запад до долината на река Хорнад (от басейна на Тиса) при град Кошице на изток. На север с много къси и стръмни склонове се спускат към горните долини на реките Вах и Хорнад, които ги отделят съответно от Ниските Тарти и Левочка планина, а в района на изворите на двете реки чрез висока (около 980 m) седловина се свързват с Ниските Тарти. Южните им склонове са дълги (на места над 40 km) и полегати и се разпростират далеч на юг между дълбоко всечени речни долини, където постепенно преминават в по-ниските планини Яворе, Крупинска планина и Словашки карст. Изградени са основно от гранити и кристалинни шисти, а по периферията и от окарстени варовици. Преобладава сраднопланинския релеф с отделно стърчащи остатъчни върхове. Максимална височина връх Столица (1476 m), издигащ се в централната им част. Източната част на Словашките Рудни планини се разделят на две части от надлъжната долина на река Гнилец (десен приток на Хорнад). Северната част е по-къса и по-ниска (1082 m), а южната – по-дълга и по-висока (1323 m). На юг, в дълбоко всечени речни долини текат множество реки от водосборните басейни на реките Ипел (ляв приток на Дунав) и Слана (десен приток на Тиса), които водят началото си от планината. Към  водосборния басейн на Ипел се отнасят реките Криван, Суха, Тисовник и др., а към водосборния басейн на Слана – реките Щитник, Муран, Белг, Римава, Бодва и др. Южните им склонове са обрасли предимно с дъбови и букови гори, а северните – с иглолистни. В източната част на Словашките Рудни планини се разработват големи промишлени находища в Рудняне, Добшина, Гелница и др. на железни и медни руди, антимон, злато, магнезит и др.